# Pfeifengraswiese Wohld
Pfeifengraswiese Wohld este o arie protejată (arie specială de conservare — SAC, sit de importanță comunitară — SCI) din Germania întinsă pe o suprafață de 85,22 ha, integral pe uscat.

## Localizare
Centrul sitului Pfeifengraswiese Wohld este situat la coordonatele 52°17′30″N 10°41′12″E / 52.2917°N 10.6867°E.

## Înființare
Situl Pfeifengraswiese Wohld a fost declarat arie specială de conservare în martie 2007 pentru a proteja un număr necunoscut de specii din flora spontană și fauna sălbatică aflate în arealul zonei.

## Biodiversitate
Situată în ecoregiunea atlantică, aria protejată conține 2 habitate naturale: Pajiști cu Molinia pe soluri calcaroase, turboase sau argilos-nămoloase (Molinion caeruleae), Fânețe de joasă altitudine (Alopecurus pratensis, Sanguisorba officinalis).
La baza desemnării sitului se află un număr nedeclarat de specii protejate.
Pe lângă speciile protejate, pe teritoriul sitului au mai fost identificate 4 specii de plante.